# Capitulação de Pasewalk
A capitulação de Pasewalk, ocorrida em 29 de outubro de 1806, resultou na rendição de 4.200 soldados prussianos do oberst (coronel) von Hagen a uma força inferior de duas brigadas de cavalaria ligeira francesas lideradas pelos generais da Brigada Édouard Jean Baptiste Milhaud e Antoine Lasalle. Os prussianos ficaram completamente desmoralizados após uma retirada de duas semanas após sua derrota decisiva na Batalha de Jena-Auerstedt. Pasewalk fica a 110 quilômetros ao norte de Berlim e cerca de 40 quilômetros a oeste de Szczecin (Stettin), Polônia.
Enquanto recuava para o leste em direção a Stettin no rio Óder, Hagen encontrou sua coluna presa entre a brigada de Lasalle e a brigada de Milhaud. Sem tentar escapar, o perplexo oficial prussiano se rendeu. O incidente em Pasewalk ocorreu após uma rendição prussiana semelhante após a Batalha de Prenzlau no dia anterior. Dentro de uma semana, duas fortalezas capitulariam sem disparar um tiro e várias outras colunas prussianas seriam caçadas uma a uma.

## Antecedentes
Em 14 de outubro de 1806, o Grande Armée do imperador Napoleão I da França derrotou decisivamente os prussianos na Batalha de Jena-Auerstadt. Em Jena, as 96.000 tropas de Napoleão esmagaram o exército de 53.000 homens de generais de infantaria Frederick Louis, príncipe de Hohenlohe-Ingelfingen e Ernst von Rüchel,  enquanto o III Corpo de 26.000 homens do marechal Louis-Nicolas Davout derrotou Feldmarschall Charles William Ferdinand e o exército de 49.800 homens do Duque de Brunswick em Auerstedt. 

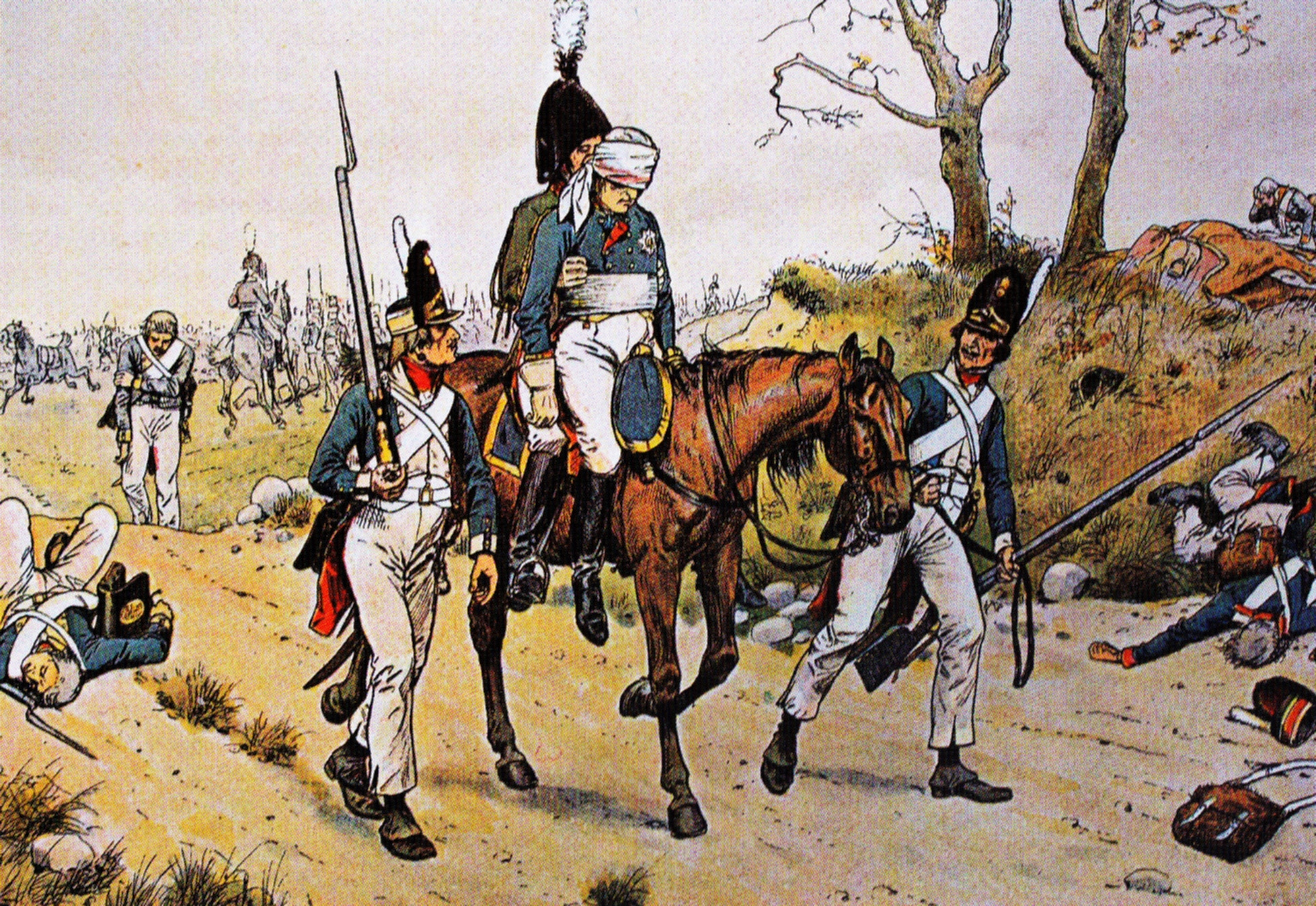
A Batalha de Jena-Auerstedt esmagou os exércitos prussianos, por Richard Knötel

Em Jena, as perdas francesas foram de 6.794, enquanto as perdas prussianas foram muito grandes, mas impossíveis de calcular. Os saxões salvaram apenas 23 de suas peças de artilharia, perdendo 59. Os prussianos perderam pelo menos 24 armas mais 12 estandartes. Davout estimou suas perdas em 7.000 em Auerstedt, enquanto seus inimigos sofreram 10.000 mortos e feridos e 3.000 capturados.  Os prussianos admitiram perder 57 canhões de suas baterias de artilharia, sem contar os canhões regimentais. Portanto, a alegação de Davout de ter capturado 115 peças pode ser precisa. 
O exército prussiano ficou tão abalado com a derrota que não recuperou a coesão no dia seguinte.  Atingido por ambos os olhos, Brunswick expirou em Altona em 10 de novembro.  O gravemente ferido Rüchel foi para a Polônia, onde se recuperou.  A massa de prussianos em retirada se dividiu em três colunas sob o comando do príncipe Hohenlohe, do tenente-general Gebhard von Blücher e do general da infantaria Friedrich Adolf, conde von Kalckreuth. Essas forças marcharam pelas montanhas Harz em direção a Halberstadt.  Atrás estava o corpo de 12.000 homens do tenente-general Karl August, grão-duque de Saxe-Weimar-Eisenach, que não lutou em Jena-Auerstadt. 
Em 16 de outubro, a cavalaria francesa sob o comando do marechal Joachim Murat garantiu a rendição de 12.000 homens e 65 canhões na Capitulação de Erfurt. Foi apenas a primeira de uma série de rendições prussianas covardes.  No dia seguinte, o marechal Jean-Baptiste Bernadotte derrotou a reserva do tenente-general Eugene Frederick Henry, Duque de Württemberg na Batalha de Halle, infligindo 5.000 baixas neste corpo de tropas anteriormente fresco para uma perda francesa de apenas 800.  11] 

## Longa retirada
As colunas de Hohenlohe e Württemberg se encontraram em Magdeburg em 20 de outubro. Kalckreuth cruzou o rio Elba em Tangermünde e juntou seu corpo ao de Hohenlohe logo depois. Ele então partiu para uma missão na Polônia.  No dia 20, Soult e Murat estiveram diante de Magdeburg. Murat exigiu sua rendição, que Hohenlohe recusou.  Naquele dia, Davout capturou uma ponte sobre o Elba em Wittenberg e Lannes capturou uma segunda travessia em Dessau. 

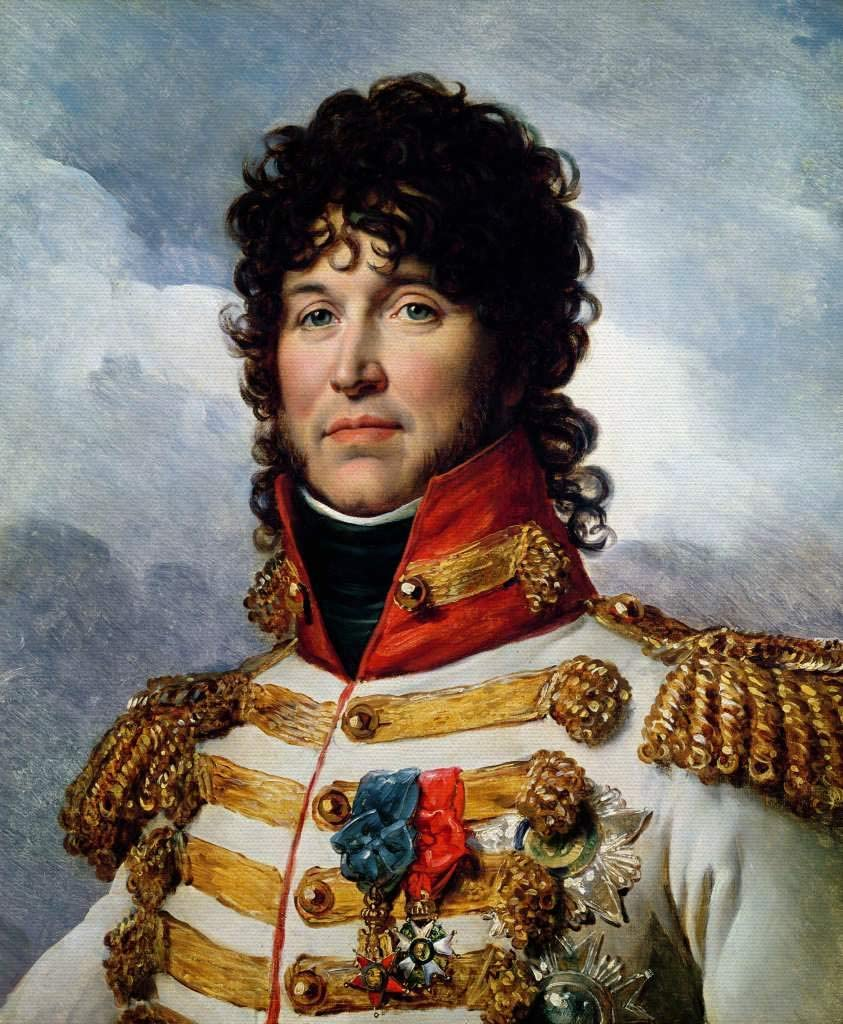
Joachim Murat

Tendo recebido ordens do rei Frederico Guilherme III da Prússia para marchar para o Óder, o exército de Hohenlohe deixou Magdeburg em 21 de outubro e chegou a Burg bei Magdeburg naquela noite. Ele deixou 9.000 homens para reforçar a guarnição, de modo que, juntamente com os retardatários, havia 25.000 soldados na cidade.  Hohenlohe alcançou Genthin na noite de 22 de outubro e Rathenow na noite de 23. Para alimentar melhor suas tropas, ele dividiu seu comando em várias colunas. 

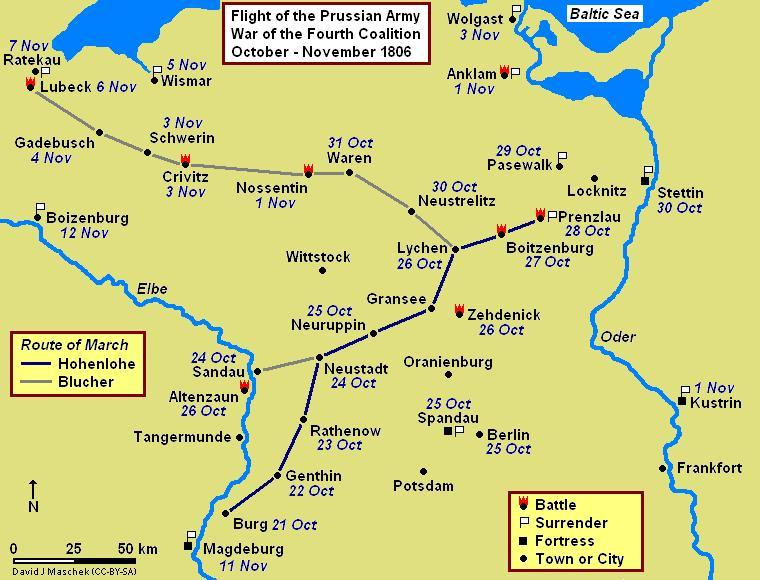
Mapa da Campanha Prenzlau-Lübeck, outubro-novembro de 1806

Deixando o VI Corpo do Marechal Michel Ney para iniciar o cerco de Magdeburg, Napoleão ordenou que sua ala direita marchasse para o leste para Berlim.  A ala direita francesa consistia no corpo de Davout, o V Corpo do Marechal Jean Lannes, o VII Corpo do Marechal Pierre Augereau e quatro unidades de cavalaria de Murat. Estes foram a 1ª Divisão de Couraceiros liderada pelo General de Divisão Etienne Marie Antoine Champion de Nansouty, a 2ª Divisão de couraceiros sob o General de Divisão Jean-Joseph Ange d'Hautpoul, a 2ª Divisão de Dragões comandada pelo General de Divisão Emmanuel Grouchy e a 3ª Divisão de dragões sob o General de Divisão Marc Antoine de Beaumont. A ala esquerda era composta pelo corpo de Bernadotte, o IV Corpo do Marechal Nicolas Soult e a 4ª Divisão de Dragões do General de Divisão Louis Michel Antoine Sahuc. Guardando a linha de comunicações estava a 1ª Divisão de Dragões do General de Divisão Louis Klein.  Smith dá os números da divisão de cavalaria. 
Blücher cruzou o Elba em Sandau em 24 de outubro,  enquanto Saxe-Weimar atravessou lá dois dias depois. No dia 26, o oberst Ludwig Yorck von Wartenburg segurou a guarda avançada de Soult em Altenzaun antes de cruzar com segurança para a margem leste. Neste momento, o tenente-general Johann Friedrich Winning substituiu Saxe-Weimar no comando.  Hohenlohe marchou para Neustadt an der Dosse no dia 24. Seu objetivo era a fortaleza de Szczecin (Stettin) no Oder. Para proteger seu flanco direito, ele ordenou que o general-mor Christian Ludwig Schimmelpfennig passasse por Fehrbellin, entre Neustadt e Oranienburg. Blücher assumiu a liderança da retaguarda de Hohenlohe. 

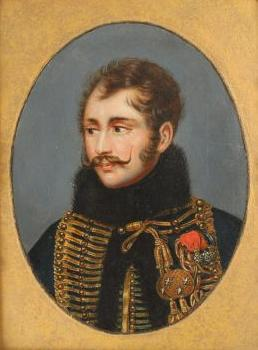
Antoine Lasalle

Em 25 de outubro o corpo de Davout marchou através de Berlim  enquanto uma das divisões de Lannes capturou a fortaleza de Spandau com 920 homens e 71 canhões.  O corpo principal de Hohenlohe chegou perto de Neuruppin naquela noite, com a divisão de retaguarda de Blücher ainda em Neustadt. A cavalaria do general von Schwerin e a brigada de infantaria do oberst von Hagen acamparam em Wittstock. A brigada ligeira do General-Mor Karl Anton von Bila chegou a Kyritz ao norte de Neustadt. Desejando cortar as forças sob Hohenlohe, Napoleão ordenou que Murat e Lannes se mudassem para o norte de Berlim. Imediatamente disponíveis em Oranienburg estavam as brigadas de cavalaria ligeira dos generais da Brigada Antoine Lasalle e Edouard Jean Baptiste Milhaud, além dos dragões de Grouchy. 

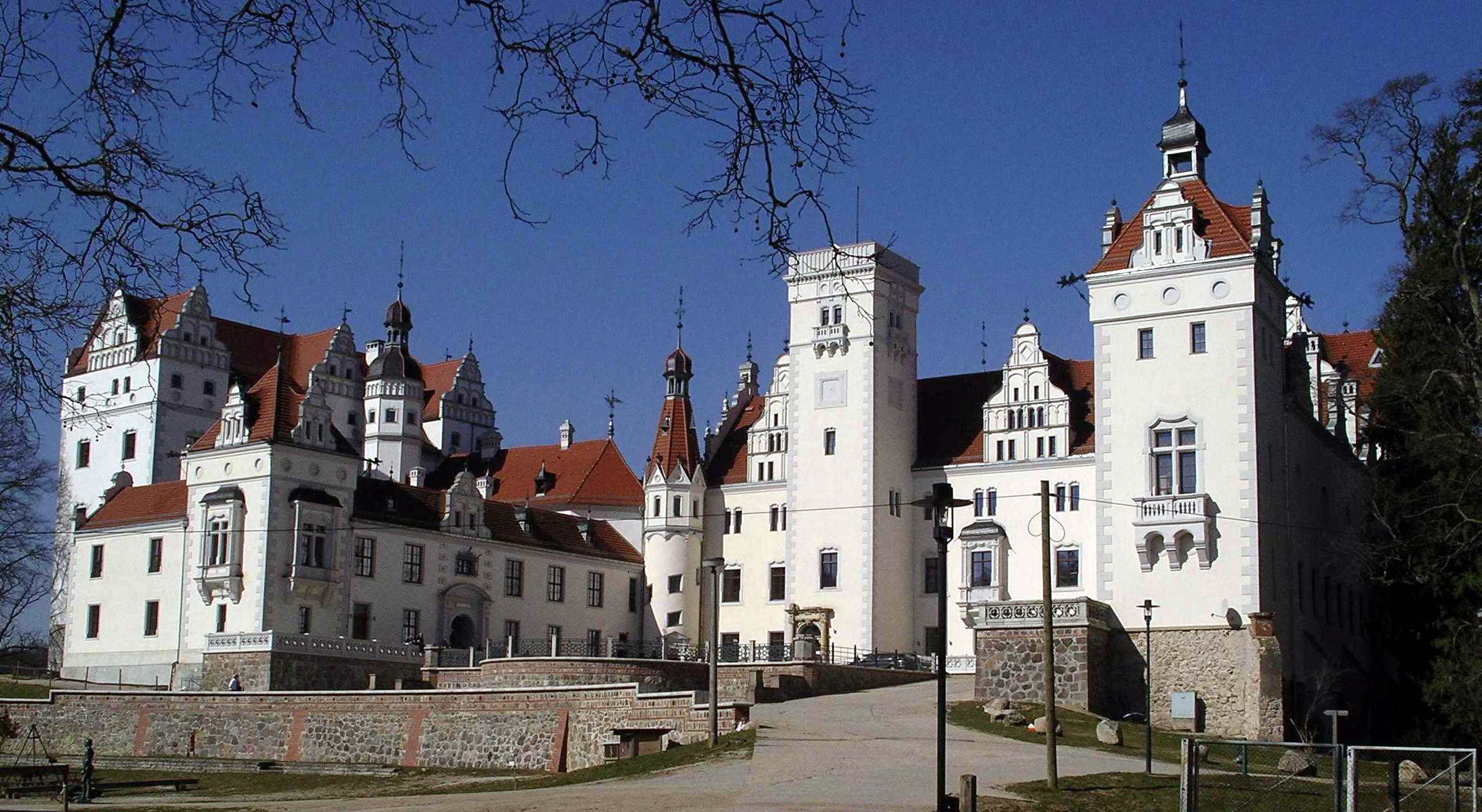
Schloss Boitzenburg onde os suprimentos foram coletados

Em 26 de outubro, Lasalle alcançou Schimmelpfennig em Zehdenick. Inicialmente, os prussianos se mantiveram, mas quando a divisão de Grouchy entrou na briga, a força de Schimmelpfennig se dispersou. Os sobreviventes fugiram para Stettin com Lasalle, Grouchy e Beaumont em perseguição.  Os resultados deste confronto obrigaram Hohenlohe a mudar mais para nordeste de Gransee para Lychen. Na manhã seguinte, esperou em vão que Blücher e Bila o alcançassem antes de seguir em direção ao leste.  Em 27 de outubro, a brigada de Milhaud chegou a Boitzenburg antes da guarda avançada de Hohenlohe. Após um combate de três horas, os prussianos expulsaram os soldados de Milhaud, mas não antes que os franceses saqueassem os suprimentos coletados para seus oponentes famintos no Schloss Boitzenburg. Ouvindo os sons da batalha, Murat marchou para o norte com os dragões de Grouchy. Em Wichmannsdorf, três regimentos de dragões franceses entraram em uma briga com o Regimento de couraceiros gendarmes # 10. Murat eliminou a unidade prussiana, mas Hohenlohe conseguiu passar por ele em direção a Prenzlau. 
Às 4h00 de 28 de outubro, os prussianos exaustos de Hohenlohe tropeçaram em Schönermark- Nordwestuckermark, oito quilômetros a oeste de Prenzlau. Em um conselho de guerra, estava determinado a continuar em Prenzlau. Nesse momento, ordens foram enviadas a Hagen para que fossem para Pasewalk. A Batalha de Prenzlau ocorreu naquele dia. Murat com Lasalle, Milhaud, Grouchy, Beaumont e 3.000 da infantaria de Lannes interceptaram a coluna de Hohenlohe enquanto marchava para a cidade. Lasalle atacou na frente, seguido pelas duas divisões de dragões. Nos arredores, uma das brigadas de Grouchy abriu caminho pela coluna prussiana, capturando muitos prisioneiros e isolando a retaguarda. Os dragões de Beaumont dirigiram a retaguarda contra o rio Uecker ao norte da cidade e forçaram o príncipe Augusto da Prússia a se render. Embora Hohenlohe ainda tivesse um caminho livre para Stettin, Murat o enganou para render 10.000 soldados alegando que ele estava cercado por 100.000 franceses. 

## Capitulação

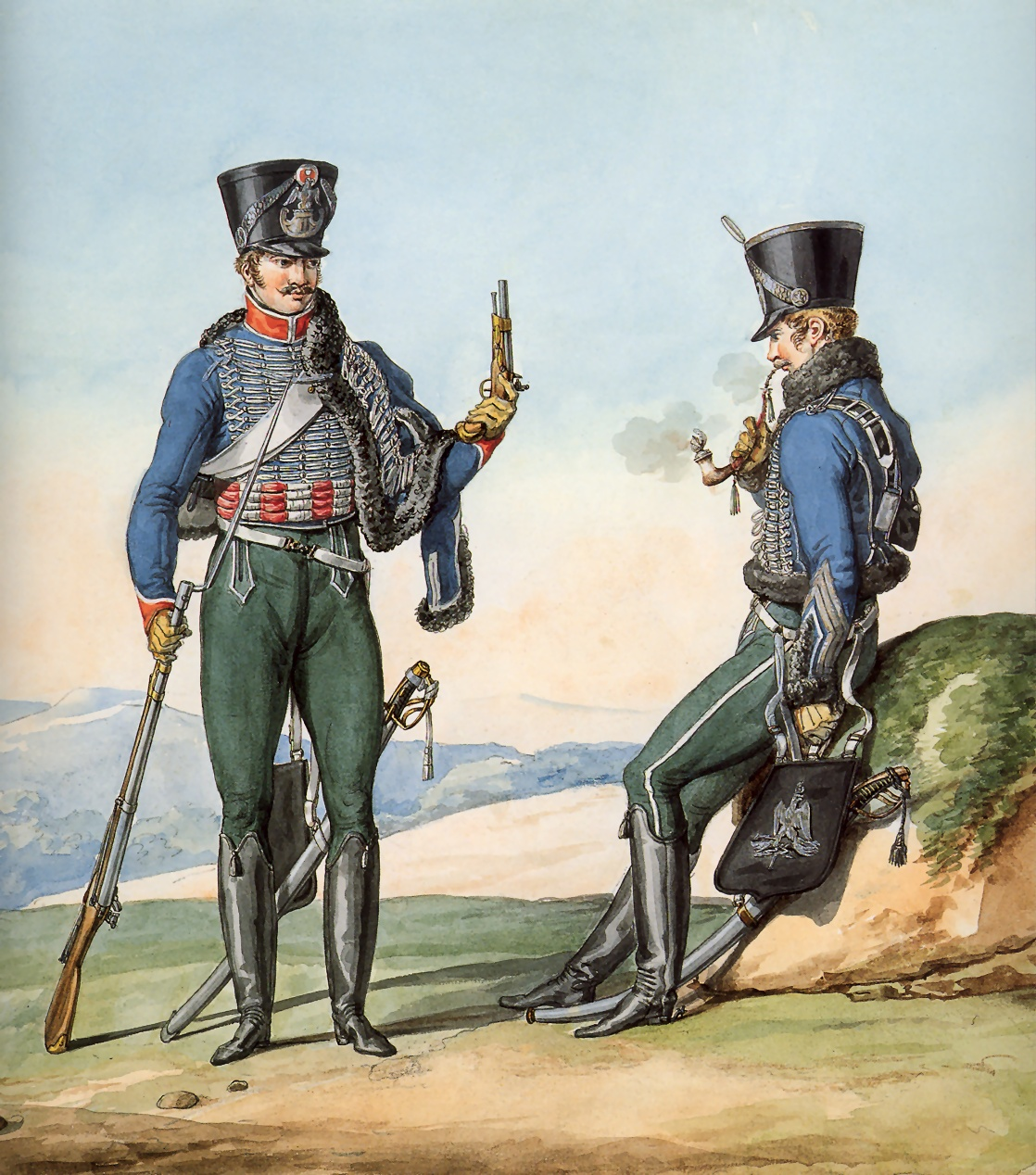
França: 1º Regimento de Hussardos

Movendo-se pelo flanco esquerdo de Murat no dia 28, Milhaud chegou à aldeia de Bandelow, a meio caminho entre Prenzlau e Pasewalk. De lá, ele marchou em direção ao som dos canhões da Batalha de Prenzlau. Sua brigada chegou a tempo de testemunhar a rendição do príncipe Augusto a Beaumont. Seus soldados acamparam naquela noite em Bandelow e cavalgaram para Pasewalk na manhã seguinte. Depois que Hohenlohe capitulou em Prenzlau, Lasalle cavalgou para nordeste até Löcknitz no riacho Randow. Às 16h, ele chegou à aldeia, que ficava na estrada direta entre Pasewalk e Stettin. O general francês desdobrou seus cavaleiros em Löcknitz e no vilarejo de Bergholz voltado para noroeste na direção de Pasewalk. 

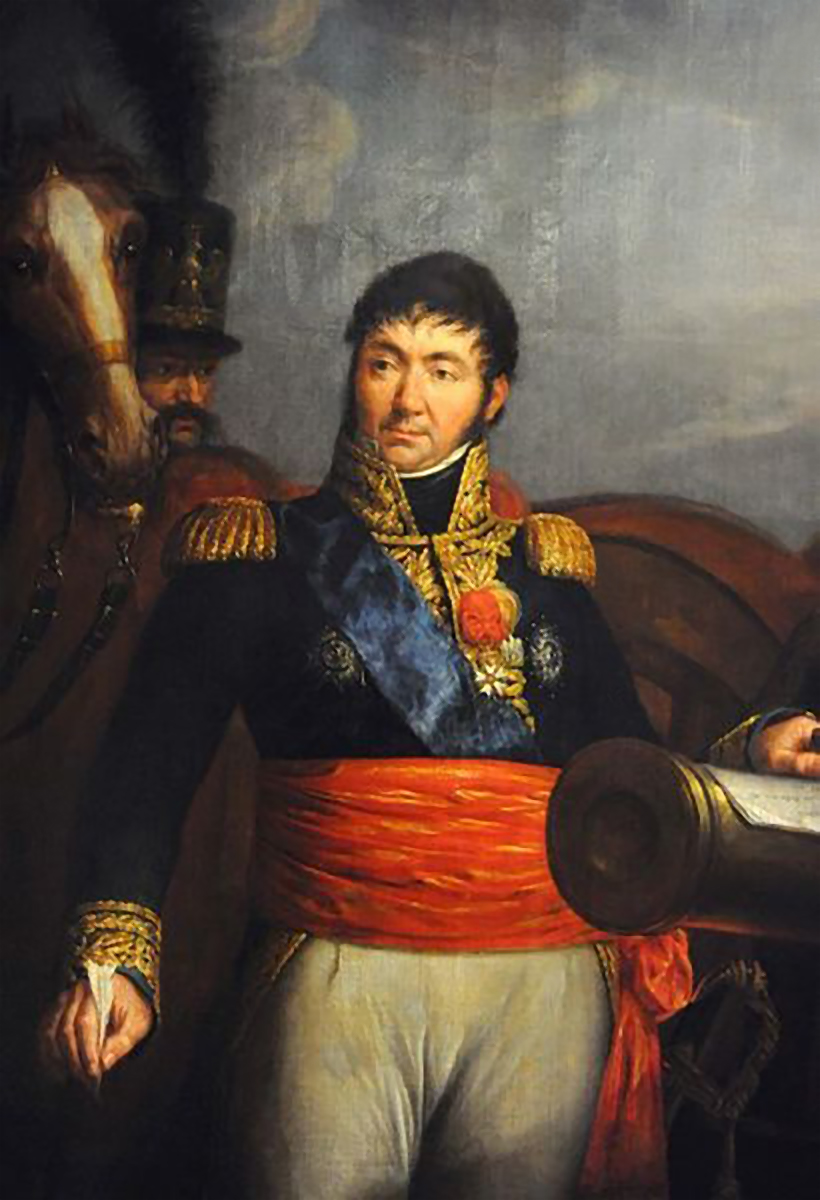
Édouard Milhaud

Aparecendo diante da cidade, Milhaud enviou um emissário para exigir a rendição. O coronel prussiano, encontrando Milhaud atrás dele e Lasalle à sua frente, imediatamente capitulou com 185 oficiais, 4.043 soldados, 2.087 cavalos de cavalaria,  uma carroça de munição e oito peças de artilharia. A força de Hagen consistia em sua própria brigada de infantaria e na brigada de cavalaria do oberst von Podewil. Os franceses capturaram estandartes (número entre parênteses) dos Regimentos de Infantaria Nº 22 Pirch (3), Nº 24 Zenge (3), Nº29 Treuenfels (4) e Nº 34 Príncipe Ferdinand (2), os Regimentos de Couraceiros Nº 1 Henkel (5), Nº 8 Heising (5), Nº 9 Holtzendorff (5) e Nº 12 Bünting (5) e o Regimento de Carabineiros Nº 11 Leib (5). 
Os oficiais prussianos foram libertados depois de dar sua palavra de honra de não lutar contra a França pelo resto da campanha. Toda a força de Milhaud consistia no 1º Regimento de Hussardos e no 13º Chasseurs a Cheval, um total de 700 soldados. A brigada de Lasalle incluía os 5º e 7º Regimentos de Hussardos com 800 cavaleiros e dois canhões.  Outra autoridade colocou o 1º Hussardos com o General de Divisão Anne Jean Marie René Savary em Neuruppin no dia 29,  e escreveu que Milhaud liderou o 13º Chasseurs e um regimento de dragões sem nome. 
O historiador Digby Smith escreveu que o incidente de Pasewalk mostrou que o moral do exército prussiano estava extremamente baixo neste ponto da campanha. Não houve luta.  Lannes escreveu: "O exército prussiano está em tal estado de pânico que a mera aparição de um francês é suficiente para fazê-lo depor as armas". Naquela noite, Lasalle conseguiu um golpe ainda mais surpreendente na Capitulação de Stettin.  Entre 30 de outubro e 3 de novembro, os franceses capturaram a fortaleza de Küstrin, um comboio de artilharia, o trem de bagagem e guarda de Hohenlohe e a brigada de Bila.   Blücher e Winning decidiram seguir para noroeste para Lübeck com seus 22.000 soldados.  A Batalha de Lübeck foi travada em 6 de novembro. 